# Groupe d'IC 5096
Le groupe d'IC 5096 comprend au moins six galaxies situées dans la constellation du Paon. La distance moyenne entre ce groupe et la Voie lactée est d'environ 46,2 Mpc (∼151 millions d'al).

## Membres
Le tableau ci-dessous liste les six galaxies du groupe indiquées dans l'article de A.M. Garcia paru en 1993.
| Nom        | Class.      | Type           | α (J2000.0)    | δ (J2000.0)    | Vitesse radiale (km/s) | m            | Distance (Mpc) | Diamètre (kal) |
| ---------- | ----------- | -------------- | -------------- | -------------- | ---------------------- | ------------ | -------------- | -------------- |
| NGC 7021   | (R)SA0^+(r) | Lenticulaire   | 21h 11m 20.09s | -64° 01′ 31.2″ | 3201 ± 26              | 11,8         | 45,8 ± 3,2     | 144            |
| IC 5084    | SB(s)b      | Spirale barrée | 21h 09m 14.87s | -63° 17′ 24.1″ | 3156 ± 10              | 12,0         | 45,0 ± 3,2     | 107            |
| IC 5092    | (R')SB(rs)c | Spirale barrée | 21h 16m 15.50s | -64° 27′ 52.8″ | 3248 ± 7               | 12,0         | 46,5 ± 3,3     | 119            |
| IC 5096    | Sbc         | Spirale        | 21h 18m 21.54s | -63° 45′ 38.4″ | 3144 ± 10              | 12,3         | 44,9 ± 3,2     | 277            |
| ESO 107-14 | SB(s)d      | Spirale barrée | 21h 11m 54.88s | -64° 13′ 41.8″ | 3295 ± 10              | 15,0745      | 47,2 ± 3,3     | 77             |
| ESO 107-15 | SB(s)cd?    | Spirale barrée | 21h 13m 43.02s | -63° 20′ 11.4″ | 3351 ± 8               | 12,19 ± 0,19 | 47,9 ± 3,4     | 110            |

Le site DeepskyLog permet de trouver aisément les constellations des galaxies mentionnées dans ce tableau ou si elles ne s'y trouvent pas, l'outil du site constellation permet de le faire à l'aide des coordonnées de la galaxie. Sauf indication contraire, les données proviennent du site NASA/IPAC.